# Augusta (Arkansas)
Augusta és una població dels Estats Units a l'estat d'Arkansas. Segons el cens del 2000 tenia 2.693 habitants.

## Demografia
Segons el cens del 2000, Augusta tenia 2.665 habitants, 1.070 habitatges, i 741 famílies. La densitat de població era de 525 habitants/km².
Dels 1.070 habitatges en un 32,3% hi vivien nens de menys de 18 anys, en un 42,2% hi vivien parelles casades, en un 22,8% dones solteres, i en un 30,7% no eren unitats familiars. En el 28,1% dels habitatges hi vivien persones soles el 13,3% de les quals corresponia a persones de 65 anys o més que vivien soles. El nombre mitjà de persones vivint en cada habitatge era de 2,46 i el nombre mitjà de persones que vivien en cada família era de 3.
Per edats la població es repartia de la següent manera: un 28,3% tenia menys de 18 anys, un 9,2% entre 18 i 24, un 24,8% entre 25 i 44, un 23,2% de 45 a 60 i un 14,5% 65 anys o més.
L'edat mediana era de 36 anys. Per cada 100 dones de 18 o més anys hi havia 81,5 homes.
La renda mediana per habitatge era de 21.500 $ i la renda mediana per família de 24.506 $. Els homes tenien una renda mediana de 24.781 $ mentre que les dones 18.176 $. La renda per capita de la població era de 12.865 $. Entorn del 23,6% de les famílies i el 28,9% de la població estaven per davall del llindar de pobresa.

## Poblacions properes
El següent diagrama mostra les poblacions més properes.